# لیموسور
لیموسور (نام علمی: Limusaurus) نام یک گونه از کلاد ددپایان است.